# Ilja Wladimirowitsch Kuchartschuk
Ilja Wladimirowitsch Kuchartschuk (russisch Илья Владимирович Кухарчук; * 2. August 1990 in Kostroma) ist ein russischer Fußballspieler.

## Karriere

### Verein
Kuchartschuk begann seine Karriere bei Schinnik Jaroslawl. Zur Saison 2007 wechselte er in die Jugend von Rubin Kasan. Im Juli 2009 debütierte er im Cup gegen Wolga Twer für die Profis von Rubin. Zu einem Ligaeinsatz für die Tataren kam er allerdings nie. Im August 2010 schloss er sich Anschi Machatschkala an. Sein Debüt in der Premjer-Liga für Anschi gab er im August 2010, als er am 16. Spieltag der Saison 2010 gegen Amkar Perm in der 78. Minute für Dawid Zorajew eingewechselt wurde. Im November 2010 erzielte er bei einem 3:1-Sieg gegen Spartak Naltschik seine ersten beiden Tore in Russlands höchster Spielklasse. Bis zum Ende der Spielzeit kam er zu zwölf Einsätzen in der höchsten russischen Spielklasse, in denen er zweimal traf. In der Saison 2011/12 spielte er jedoch keine Rolle mehr und stand nur noch selten im Kader von Machatschkala, eingesetzt wurde er gar nicht mehr. Daraufhin wurde er in der Winterpause an den Zweitligisten Ural Jekaterinburg verliehen. Für Ural absolvierte er bis Saisonende sechs Partien in der Perwenstwo FNL. Zur Saison 2012/13 verpflichtete der Verein ihn fest. Nach lediglich vier weiteren Einsätzen wurde Kuchartschuk allerdings bereits im September 2012 an den Ligakonkurrenten Spartak Naltschik abgegeben. Für Naltschik absolvierte er jedoch kein Spiel. Daraufhin wechselte er im Februar 2013 weiter innerhalb der Liga zu Schinnik Jaroslawl. Für Schinnik absolvierte er bis zum Ende der Saison 2012/13 acht Spiele. In der Saison 2013/14 kam er zu 19 Zweitligaeinsätzen in Jaroslawl.
Zur Saison 2014/15 wechselte Kuchartschuk zum Ligakonkurrenten Wolga Nischni Nowgorod. In seiner Spielzeit bei Wolga kam er zu 33 Zweitligaeinsätzen, in denen er neun Tore erzielte. In der Saison 2015/16 absolvierte er 28 Spiele. Nach Saisonende löste sich Wolga allerdings auf und so wechselte der Flügelstürmer zur Saison 2016/17 zum Zweitligisten FK Jenissei Krasnojarsk. In Krasnojarsk kam er bis zur Winterpause neunmal zum Einsatz. Im Februar 2017 wechselte er innerhalb der zweiten Liga zu Baltika Kaliningrad. Für Baltika absolvierte er sieben Partien. Zur Saison 2017/18 schloss er sich dem FK Tambow an. In einem halben Jahr in Tambow kam er zu 19 Zweitligaeinsätzen, in denen er zwei Tore machte. Im Januar 2018 wechselte er weiter innerhalb der Liga zu Tom Tomsk. Für Tom spielte er bis Saisonende 13 Mal in der Perwenstwo FNL und machte dabei drei Tore. In der Saison 2018/19 kam er bis zur Winterpause zu 24 Einsätzen und machte dabei acht Tore.
Im Januar 2019 wechselte Kuchartschuk zum FK Chimki. Bis zum Ende der Spielzeit 2018/19 absolvierte er 13 Zweitligapartien für Chimki. In der Saison 2019/20 kam er bis zum Saisonabbruch zu 18 Einsätzen, in denen er fünf Tore erzielte. Mit Chimki stieg er nach Saisonende in die Premjer-Liga auf. In der Saison 2020/21 kam er dann zu 21 Einsätzen im Oberhaus, in denen er fünfmal traf. In der Saison 2021/22 erzielte er ebenfalls fünf Treffer in 29 Saisonspielen. Nach acht weiteren Einsätzen bis zur Winterpause 2022/23 löste er im Januar 2023 seinen Vertrag in Chimki auf.
Anschließend wechselte Kuchartschuk zum Ligakonkurrenten Torpedo Moskau. Für Torpedo spielte er neunmal in der Premjer-Liga, aus der das Team zu Saisonende aber abstieg. Der Offensivmann blieb der Liga allerdings erhalten und wechselte zur Saison 2023/24 zum FK Nischni Nowgorod. Für Nischni Nowgorod kam er zu 16 Einsätzen im Oberhaus. Im August 2024 wurde er an den Zweitligisten Rotor Wolgograd verliehen.

### Nationalmannschaft
Kuchartschuk kam zwischen Oktober 2008 und Juni 2009 zu acht Einsätzen für die russische U-19-Auswahl.